# Піртлвілл
Піртлвілл (англ. Pirtleville) — переписна місцевість (CDP) в США, в окрузі Кочіс штату Аризона. Населення — 1412 особи (2020).

## Географія
Піртлвілл розташований за координатами 31°21′39″ пн. ш. 109°33′58″ зх. д. / 31.36083° пн. ш. 109.56611° зх. д. (31.360894, -109.566052). За даними Бюро перепису населення США в 2010 році переписна місцевість мала площу 4,85 км², з яких 4,85 км² — суходіл та 0,00 км² — водойми.

## Демографія
Згідно з переписом 2010 року, у переписній місцевості мешкали 1744 особи в 532 домогосподарствах у складі 414 родин. Густота населення становила 359 осіб/км². Було 631 помешкання (130/км²).
Расовий склад населення:
| - 64,0 % — білих - 0,9 % — корінних американців - 0,7 % — чорних або афроамериканців - 0,2 % — азіатів - 31,9 % — осіб інших рас |

До двох чи більше рас належало 2,2 %. Частка іспаномовних становила 95,3 % від усіх жителів.
За віковим діапазоном населення розподілялося таким чином: 32,1 % — особи молодші 18 років, 54,2 % — особи у віці 18—64 років, 13,7 % — особи у віці 65 років та старші. Медіана віку мешканця становила 33,9 року. На 100 осіб жіночої статі у переписній місцевості припадало 97,3 чоловіків; на 100 жінок у віці від 18 років та старших — 93,6 чоловіків також старших 18 років.
Середній дохід на одне домашнє господарство становив 24 099 доларів США (медіана — 18 125), а середній дохід на одну сім'ю — 25 201 долар (медіана — 18 679). За межею бідності перебувало 45,2 % осіб, у тому числі 73,6 % дітей у віці до 18 років та 20,9 % осіб у віці 65 років та старших.
Цивільне працевлаштоване населення становило 525 осіб. Основні галузі зайнятості: освіта, охорона здоров'я та соціальна допомога — 18,7 %, науковці, спеціалісти, менеджери — 15,8 %, будівництво — 13,3 %, сільське господарство, лісництво, риболовля — 11,2 %.